# 슬로벤인
슬로벤인(슬로베니아어: Slovenci 슬로벤치[slɔˈʋéːntsi], Slovenes)은 남슬라브족 계통의 민족으로, 슬로베니아가 그들의 국민국가다. 인구는 약 195만 명 정도이고, 슬로베니아어를 사용한다. 이탈리아 ·오스트리아, 헝가리, 독일, 미국, 캐나다, 아르헨티나, 크로아티아, 보스니아 헤르체고비나, 세르비아 몬테네그로, 러시아(주로 서부지역), 우크라이나(오데사)에도 거주한다. 가톨릭을 신봉했던 슬로벤인은 1282년부터 점차 합스부르크 왕국의 변경 지대에 자리를 잡아갔다.:200
문화적으로는 슬라브족보다 게르만족에 가깝다. 종교적으로도 보면 가톨릭교가 대다수이나, 개신교도 일부가 믿는다. 이름이 비슷한 슬로바크인과는 전혀 다르다. 슬로바크인은 서슬라브족에 속한다.